# Paral·lel 73° sud
El paral·lel 73° sud és una línia de latitud que es troba a 73 graus sud de la línia equatorial terrestre. Travessa l'oceà Antàrtic i l'Antàrtida.

## Geografia
En el sistema geodèsic WGS84, al nivell de 73° de latitud sud, un grau de longitud equival a 32,647 km; la longitud total del paral·lel és de 11.753 km, que és aproximadament 29,0% de la de l'equador, del que es troba a 8.104 km i a 1.898 km del pol Sud

## Arreu del món
A partir del Meridià de Greenwich i cap a l'est, el paral·lel 73° sud passa per: 
| Coordenades                               | País. Territori o mar | Notes |
| ----------------------------------------- | --------------------- | --- |
| 73° 0′ S, 0° 0′ E / 73.000°S,0.000°E      | Antàrtida             | Terra de la Reina Maud, reclamat per Noruega · Territori Antàrtic Australià, reclamat per Austràlia · Terra Adèlia, reclamat per França · Territori Antàrtic Australià, reclamat per Austràlia · Dependència de Ross, reclamat per Nova Zelanda |
| 73° 0′ S, 169° 37′ E / 73.000°S,169.617°E | Oceà Antàrtic         | Mar de Ross |
| 73° 0′ S, 103° 26′ O / 73.000°S,103.433°O | Antàrtida             | Territori no reclamat · Antàrtida Xilena, reclamat per Xile |
| 73° 0′ S, 85° 46′ O / 73.000°S,85.767°O   | Oceà Antàrtic         | Mar de Bellingshausen |
| 73° 0′ S, 79° 3′ O / 73.000°S,79.050°O    | Antàrtida             | reclamat per Xile i Regne Unit (reclamacions sobreposades) |
| 73° 0′ S, 74° 17′ E / 73.000°S,74.283°E   | Oceà Antàrtic         | |
| 73° 0′ S, 73° 7′ O / 73.000°S,73.117°O    | Antàrtida             | Península Antàrtica - reclamat per Argentina, Xile i Regne Unit (reclamacions sobreposades) |
| 73° 0′ S, 59° 48′ O / 73.000°S,59.800°O   | Oceà Antàrtic         | Mar de Weddell |
| 73° 0′ S, 19° 21′ O / 73.000°S,19.350°O   | Antàrtida             | Terra de la Reina Maud, reclamat per Noruega |